# Embuscade d'al-Sarraf
Guerre civile syrienne
L'embuscade d'al-Sarraf est un épisode mineur de la guerre civile syrienne survenu le matin du 1er septembre 2023 lorsque des éléments du Liwa Mou'awiya ibn Abi Sofiane, affilié au Hayat Tahrir al-Cham (HTC) et à la chambre d'opérations Fath al-Moubine, ont attaqué des positions de l'armée syrienne au niveau du village d'al-Sarraf dans le nord-est du gouvernorat de Lattaquié.
L'opération, qualifiée d'inghimasi par ses auteurs, se solde par un relatif succès de ces derniers qui revendiquent la mort de 18 soldats syriens. Le gouvernement n'en reconnaît pour sa part que 16, dont les identités sont publiées dans la soirée,,. Les pertes du côté des assaillants sont quant à elles minimes puisqu'évaluées à 3 morts par l'Observatoire syrien des droits de l'homme (OSDH).